# Liste der Baudenkmäler in Herrngiersdorf
Auf dieser Seite sind die Baudenkmäler in der niederbayerischen Gemeinde Herrngiersdorf zusammengestellt. Diese Tabelle ist eine Teilliste der Liste der Baudenkmäler in Bayern. Grundlage ist die Bayerische Denkmalliste, die auf Basis des Bayerischen Denkmalschutzgesetzes vom 1. Oktober 1973 erstmals erstellt wurde und seither durch das Bayerische Landesamt für Denkmalpflege geführt wird. Die folgenden Angaben ersetzen nicht die rechtsverbindliche Auskunft der Denkmalschutzbehörde.
 Die Liste gibt den Fortschreibungsstand vom 31. August 2017 wieder und umfasst elf Baudenkmäler.

## Baudenkmäler nach Ortsteilen

### Herrngiersdorf
| Lage                             | Objekt                        | Beschreibung | Akten-Nr.             | Bild           |
| -------------------------------- | ----------------------------- | --- | --------------------- | -------------- |
| Bernhardstraße 23, 25 (Standort) | Katholische Kirche St. Martin | Saalkirche mit Satteldach und eingezogenem, fünfseitig geschlossenem Chor, Flankenturm mit Spitzhelm nach Süden, Langhaus und Turm romanisch, wohl 13. Jahrhundert, Chor spätgotisch, wohl 1505/06, barocker Ausbau um 1735/40, Spitzhelm von 1864; mit Ausstattung; Friedhofsmauer, 18. Jahrhundert; Kriegerdenkmal, für die Gefallenen beider Weltkriege, wohl 1950er Jahre, in der westlichen Friedhofserweiterung von 1950. | D-2-73-127-1 Wikidata | weitere Bilder |
| Schloßallee 3, 5 (Standort)      | Schlossanlage                 | Wasserschloss, dreigeschossiger kubusartiger Walmdachbau mit barocken Felderungen und Eckpilastrierungen, bezeichnet mit „1709“; Ökonomiegebäude, eingeschossiger winkelförmiger Satteldachbau mit Knechtenhäusl und Stallungen, im Dach Taubenkobel und Räucherkammer, 18./19. Jahrhundert; Kuhstall, eingeschossiger Flachsatteldachbau mit Verbretterung, 1884; Wassergraben, wohl 18. Jahrhundert.                          | D-2-73-127-3 Wikidata | weitere Bilder |

### Harpfendorf
| Lage                     | Objekt                            | Beschreibung | Akten-Nr.             | Bild |
| ------------------------ | --------------------------------- | --- | --------------------- | ---- |
| Harpfendorf 1 (Standort) | Wohnstallhaus eines Dreiseithofes | Zweigeschossiger Greddachbau mit Blockbau-Obergeschoss, Laube zur östlichen Traufseite, wohl Anfang 19. Jahrhundert. | D-2-73-127-5 Wikidata | BW   |

### Sandsbach
| Lage                                      | Objekt                             | Beschreibung | Akten-Nr.             | Bild           |
| ----------------------------------------- | ---------------------------------- | --- | --------------------- | -------------- |
| Am Kirchberg 3; Am Kirchberg 2 (Standort) | Katholische Pfarrkirche St. Petrus | Saalkirche mit Steildach und eingezogenem, fünfseitig geschlossenem Chor, Turm mit Zwiebelhaube, in die Nordostecke des Langhauses eingestellt, Langhaus und Turm im Kern um Mitte 13. Jahrhundert, Chor spätgotisch, Mitte 15. Jahrhundert, Umgestaltung der Kirche nach Mitte 18. Jahrhundert; mit Ausstattung; Seelenkapelle, dreiseitig geschlossener Walmdachbau, als Chorscheitelkapelle ausgebildet, 18. Jahrhundert; Kirchhofummauerung, 18./19. Jahrhundert; darin eingelassener Grabstein von 1473. | D-2-73-127-7 Wikidata | weitere Bilder |
| Langquaider Straße 12 (Standort)          | Bauernhaus                         | Erdgeschossig mit Greddach, wohl erste Hälfte 19. Jahrhundert. | D-2-73-127-8 Wikidata | BW             |
| Langquaider Straße 36 (Standort)          | Bauernhaus                         | Erdgeschossig mit Satteldach, zum Teil in Blockbauweise, zweite Hälfte 18. Jahrhundert. | D-2-73-127-9 Wikidata | BW             |

### Sankt Johann
| Lage                       | Objekt                    | Beschreibung | Akten-Nr.              | Bild           |
| -------------------------- | ------------------------- | --- | ---------------------- | -------------- |
| In Sankt Johann (Standort) | Kirche St. Johann Baptist | Saalkirche mit Steildach, wenig eingezogenem, fünfseitig geschlossenem Chor und Chorflankenturm nach Süden, Chor wohl zweite Hälfte 15. Jahrhundert, Langhaus 1681 (dendrochronologisch datiert), wohl unter Einbeziehung von Bestand des 13. Jahrhunderts, 1760 Anbau des Turms und barocker Ausbau; mit Ausstattung. | D-2-73-127-14 Wikidata | weitere Bilder |

### Semerskirchen
| Lage                | Objekt                                    | Beschreibung | Akten-Nr.              | Bild           |
| ------------------- | ----------------------------------------- | --- | ---------------------- | -------------- |
| Am See 1 (Standort) | Katholische Pfarrkirche Mariä Himmelfahrt | Saalkirche mit Satteldach und eingezogenem, fünfseitig geschlossenem Chor, Westturm mit mächtiger Zwiebelhaube, Langhausmauern und Turmunterbau im Kern mittelalterlich, Chor spätgotisch, Ausbau der Kirche im 17./18. Jahrhundert; mit Ausstattung; Kirchhofmauer, 18./19. Jahrhundert. | D-2-73-127-10 Wikidata | weitere Bilder |
| Am See 3 (Standort) | Pfarrhaus                                 | Zweigeschossiger Satteldachbau mit Putzgliederungen, korbbogige Nische mit barocker Madonnenfigur, 1707/08; Pfarrstadel, eingeschossiger Walmdachbau in Holzblockbauweise, 18. Jahrhundert.                                                                                               | D-2-73-127-11 Wikidata | Pfarrhaus      |

### Sittelsdorf
| Lage                      | Objekt                          | Beschreibung | Akten-Nr.              | Bild           |
| ------------------------- | ------------------------------- | --- | ---------------------- | -------------- |
| Sittelsdorf 20 (Standort) | Katholische Kirche St. Nikolaus | Saalkirche mit Steildach und eingezogenem, fünfseitig geschlossenem Chor, turmartiger Dachreiter mit Spitzhelm, Chor spätgotisch, zweite Hälfte 15. Jahrhundert, Langhaus barock, 18. Jahrhundert, Giebelreiter von 1865; mit Ausstattung; Seelenkapelle, Satteldachbau, als Chorscheitelkapelle ausgebildet, wohl 18. Jahrhundert. | D-2-73-127-12 Wikidata | weitere Bilder |

### Tiefenbach
| Lage                     | Objekt      | Beschreibung | Akten-Nr.              | Bild        |
| ------------------------ | ----------- | --- | ---------------------- | ----------- |
| In Tiefenbach (Standort) | Ortskapelle | Satteldachbau mit eingezogenem, fünfseitig geschlossenem Chor und Giebelreiter mit Geläut, Rundbogenstil, wohl drittes Viertel 19. Jahrhundert. | D-2-73-127-13 Wikidata | Ortskapelle |

## Ehemalige Baudenkmäler
In diesem Abschnitt sind Objekte aufgeführt, die früher einmal in der Denkmalliste eingetragen waren, jetzt aber nicht mehr. Objekte, die in anderem Zusammenhang also z. B. als Teil eines Baudenkmals weiter eingetragen sind, sollen hier nicht aufgeführt werden. Aktennummern in diesem Abschnitt sind ehemalige, jetzt nicht mehr gültige Aktennummern.

| Lage                           | Objekt     | Beschreibung                                               | Akten-Nr.             | Bild |
| ------------------------------ | ---------- | ---------------------------------------------------------- | --------------------- | ---- |
| Buchberg Buchberg 2 (Standort) | Bauernhaus | Erdgeschossig, mit Greddach, erste Hälfte 19. Jahrhundert. | D-2-73-127-4 Wikidata | BW   |